# Tropidophorus robinsoni
Espèce
Tropidophorus robinsoni est une espèce de sauriens de la famille des Scincidae.

## Répartition
Cette espèce se rencontre en Thaïlande et en Birmanie.

## Étymologie
Cette espèce est nommée en l'honneur d'Herbert Christopher Robinson.

## Publication originale
- Smith, 1919 : The lizards of the genus Tropidophorus in Siam, with descriptions of two new species. The journal of the Natural History Society of Siam, vol. 3, p. 223-228 (texte intégral).